# 5-Cloro-2,4,6-trifluoropirimidina
5-Cloro-2,4,6-trifluoropirimidina é o composto orgânico heterocíclico de fórmula C4ClF3N2 e massa molecular 168,50. É classificado com o número CAS 697-83-6, número de registro Beilstein 610168, número EC 211-807-4 e número MDL MFCD00191933 e PubChem Substance ID 24864189.
É intermediário na síntese de diversos corantes.